# 特隆赫姆鎮區 (明尼蘇達州奧特泰爾縣)
特隆赫姆鎮區（英語：Trondhjem Township）是位於美國明尼蘇達州奧特泰爾縣的一個行政鎮區。

## 歷史
特隆赫姆鎮區於1873年設立。鎮區得名自挪威市鎮特隆赫姆。

## 地方資料
特隆赫姆鎮區的面積為92.59平方千米，當中陸地面積為90.60平方千米，而水域面積為1.99平方千米。根據2020年美國人口普查的數據，當地共有人口177人，而人口密度為每平方千米1.91人。